# Nagaon
Nagaon ist eine Stadt im Bundesstaat Assam im Osten Indiens. Nagaon bildet den Verwaltungssitz des gleichnamigen Distrikts. Die Stadt befindet sich am Fluss Kolong 20 km südlich des Brahmaputra sowie 100 km östlich von Guwahati, der größten Stadt in Assam.
Die nationalen Fernstraßen NH 35 und NH 37 führen durch die Stadt.
Nagaon hat als Stadt den Status eines Municipal Board und hatte beim Zensus 2011 knapp 118.000 Einwohner. Für 2025 wurde die Bevölkerung anhand der historischen Steigerungsrate auf 169.000 Einwohner geschätzt, da der geplante Zensus 2021 aufgrund der Corona-Pandemie entfallen war.

## Söhne der Stadt
- Nirode Kumar Barooah (* 1937), indisch-deutscher Historiker